# Neoempheria spinosa
Neoempheria spinosa är en tvåvingeart som beskrevs av Edwards 1940. Neoempheria spinosa ingår i släktet Neoempheria och familjen svampmyggor. Inga underarter finns listade i Catalogue of Life.